# Cascades Liffey
Les cascades Liffey són una sèrie de quatre cascades diferents en el riu Liffey que es trobe a la regió de Midlands de Tasmània (Austràlia).

## Ubicació i característiques
Les cascades Liffey estan situades a la rodalia de la ciutat de Liffey, a Meander Valley, accessible des de Deloraine a través de Lake Highway. Les cascades comencen des de Great Western Tiers (a una elevació de 514 m sobre el nivell del mar) i descendeixen en el rang de 120-160 m. Els noms de cadascuna de les cascades (de superior a inferior) són: Alexandra Falls, Hopetoun Falls, The Salt or Spout Falls (també anomenades Albert Falls) i Victoria Falls.
Es pot accedir al peu de les cascades a través de dos camins; un que es troba riu amunt (amb aparcament turístic) i un altre riu avall.

## Etnologia i història de la zona
L'àrea que envoltava les cascades Liffey era un lloc de trobada dels aborígens de Tasmania durant milers d'anys abans del colonialisme a Austràlia. El riu Liffey s'anomenava originalmente Tellerpangger pel clan Panninher que ocupava la zona.
En 1827 es va produir una important massacre de fins a seixanta aborígens del clan Pallittorre per part dels colons europeus durant la Guerra negra:

## Galeria d'imatges

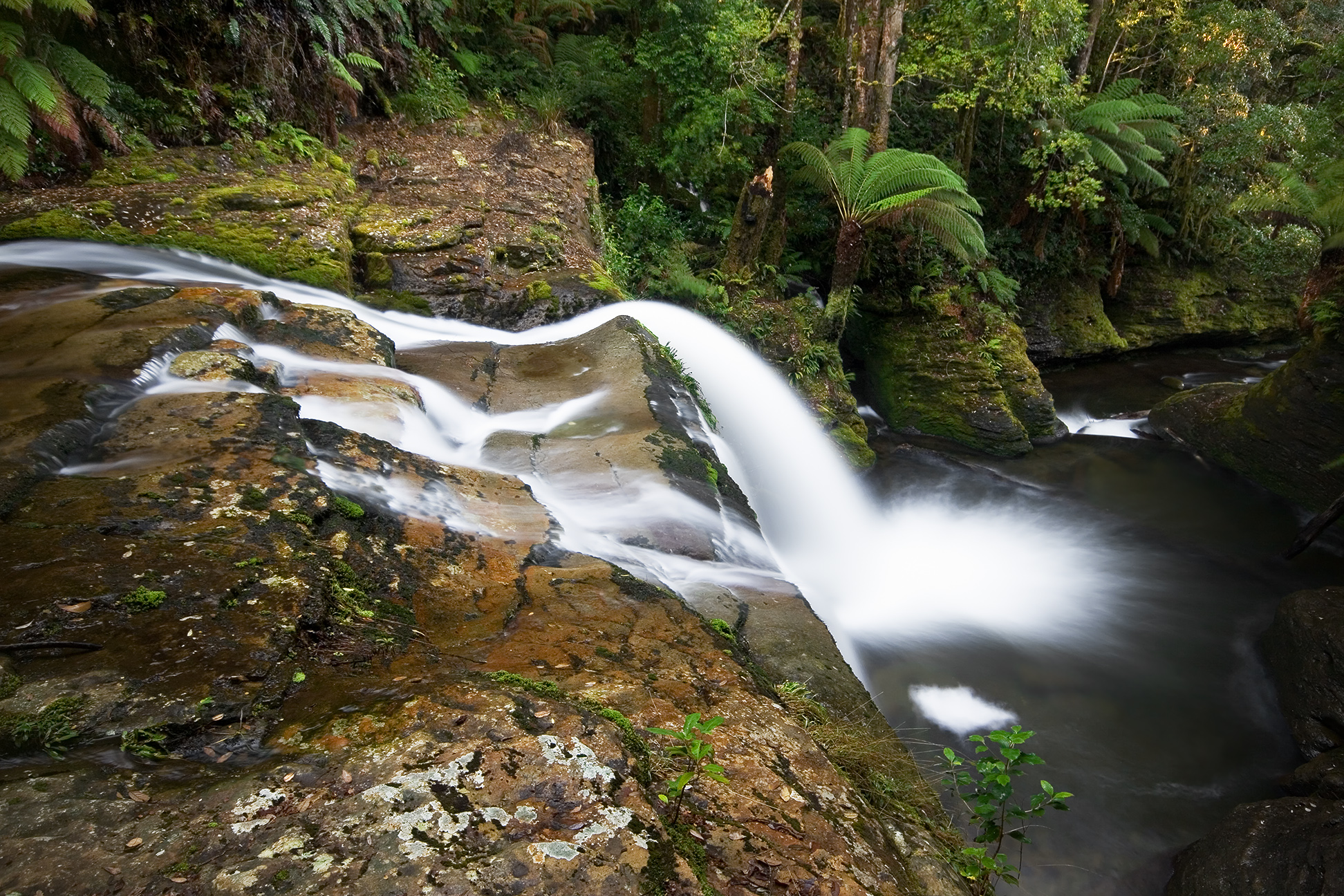
Spout Falls
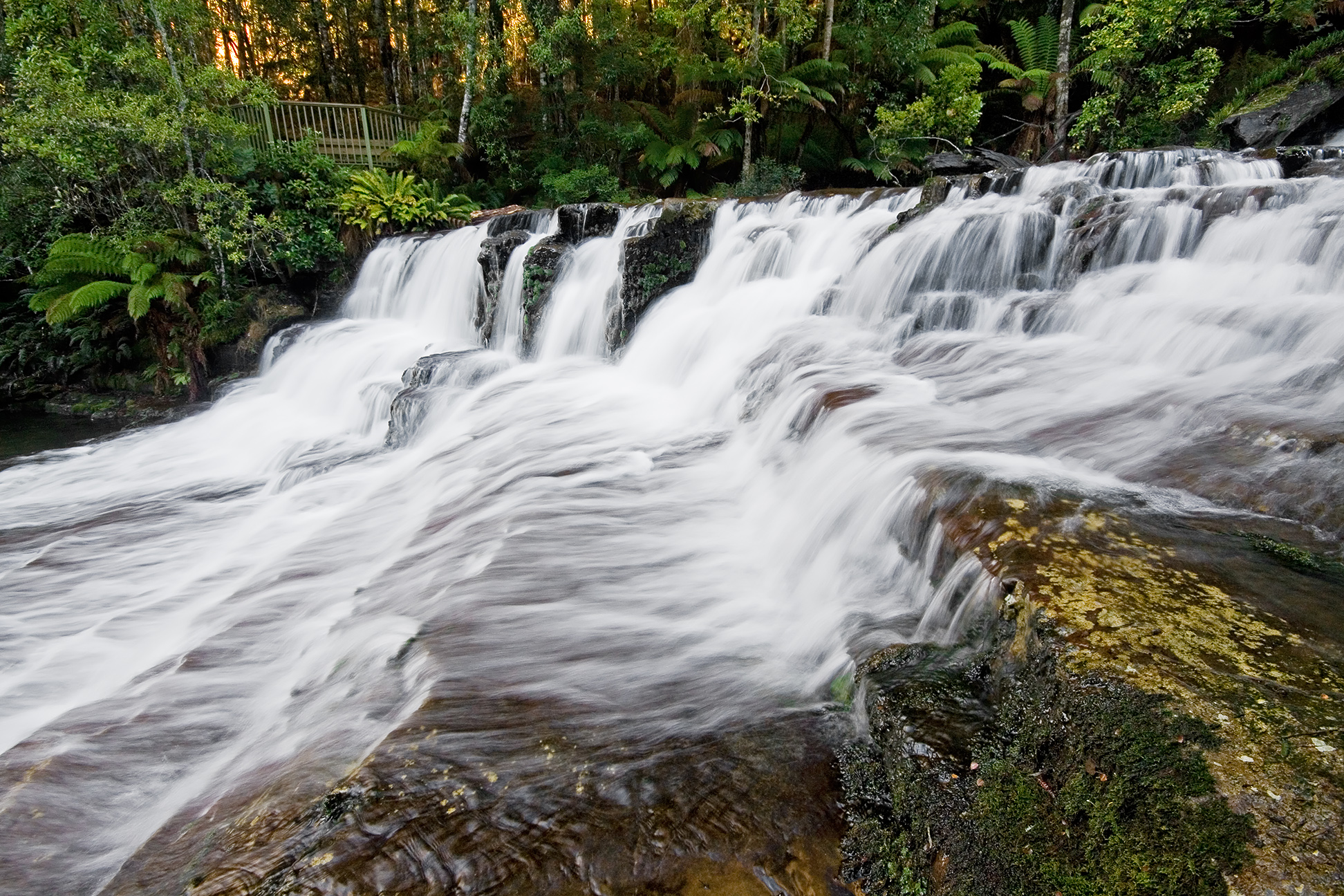
Cascades Liffey